# Querétaro Fútbol Club
Maillots
Actualités
Le Querétaro Fútbol Club, est un club mexicain de football basé à Santiago de Querétaro dans la région de Querétaro dans le centre du Mexique.

## Histoire

### Fondation et débuts
En 1949, la Fédération mexicaine de football propose l'idée de créer une Segunda División (deuxième division), pour développer l'intérêt du football dans la totalité du pays, et de créer un programme de développement pour la première division. Santiago de Querétaro était l'une des villes ayant reçu une invitation à participer. Alfonso «Pachín» Niembro, alors président de la ligue régionale nommé Asociación Queretana de Fútbol, et Raúl Ayala, qui représentait Querétaro au niveau national, appuyés par un grand nombre d'amateurs de football implantés localement, décident d'organiser un tournoi dont le vainqueur représenterait la ville de Santiago de Querétaro dans la nouvelle "Segunda División". Le tournoi a été remporté par une équipe nommée «Los Piratas» (Les Pirates), qui est devenu «Club Querétaro A.C.» Ils rejoignent ainsi Irapuato, Zacatepec, Toluca, Morelia et La Piedad comme les fondateurs de la Segunda División.
La fondation officielle de l'équipe intervient le 8 juillet 1950. Le journaliste Herrera «Periquin» Pozas donna à Querétaro le surnom de Gallos Blancos (Les Coqs Blancs) en raison de «la volonté de se battre pour chaque balle» de l'équipe et du maillot blanc qui la caractérise. Le club développa rapidement une grande base de fans dans toute la région. Querétaro manqua de peu la promotion à de nombreuses reprises; la désillusion la plus mémorable étant la finale de playoffs pour la montée en D1 perdue contre l'Atlante FC le 5 juin 1977 (6-3 sur l'ensemble des deux matches).

## Palmarès
| Compétitions nationales | Compétitions internationales |
| - Championnat du Mexique (0) : - Vice-champion : 2015 (C). - Championnat du Mexique de deuxième division (3) : - Champion : 2005 (C), 2006 (C), 2008 (A). - Vice-champion : 1977, 1987. - Coupe du Mexique (1) : - Vainqueur : 2016 (A). - Supercoupe des coupes du Mexique (1) : - Vainqueur : 2017. |                              |

## Joueurs et personnalités du club

### Entraîneurs
Le tableau suivant présente la liste des entraîneurs du club depuis 1990.
| Rang | Nom                        | Période   |
| ---- | -------------------------- | --------- |
| 1    | Ricardo La Volpe           | 1990-1991 |
| 2    | Luis Manuel Torres         | 1991-1992 |
| 3    | Tomás Boy                  | 1992-1993 |
| 4    | Manuel Cerda Canela        | 1992-1993 |
| 5    | Rubén Matturano            | 1993      |
| 6    | Carlos de los Cobos        | 1993-1994 |
| 7    | ?                          | 1994-2002 |
| 8    | Mario Zanabria             | 2002      |
| 9    | Demetrio Madero            | 2002-2003 |
| 10   | Humberto Hernández Briceño | 2003      |
| 11   | Julio César Uribe          | 2003      |
| 12   | Humberto Hernández Briceño | 2003      |
| 13   | Octavio Mora               | 2003      |

| Rang | Nom                         | Période   |
| ---- | --------------------------- | --------- |
| 1    | Humberto Hernández Briceño  | 2003      |
| 2    | Guillermo Hernández Sánchez | 2003      |
| 3    | Alfredo Tena                | 2003-2004 |
| 4    | Osvaldo Batocletti          | 2004      |
| 5    | Carlos de los Cobos         | 2004      |
| 6    | Antonio Mohamed             | 2004      |
| 7    | Antonio Ascensio            | 2004      |
| 8    | Carlos Jara Saguier         | 2005      |
| 9    | Edgardo Fuentes             | 2005      |
| 10   | Marco Antonio Trejo         | 2005-2006 |
| 11   | Salvador Reyes de la Peña   | 2006-2007 |
| 12   | Antonio Ascensio            | 2007      |
| 13   | José Luis Mata              | 2007-2008 |

| Rang | Nom                    | Période   |
| ---- | ---------------------- | --------- |
| 1    | José Luis Saldívar     | 2008      |
| 2    | Héctor Medrano         | 2008-2009 |
| 3    | Valtencir Gomes        | 2009      |
| 4    | Carlos Reinoso         | 2009-2010 |
| 5    | Ángel David Comizzo    | 2010      |
| 6    | Gustavo Matosas        | 2011      |
| 7    | José Saturnino Cardozo | 2011-2012 |
| 8    | Ángel David Comizzo    | 2012      |
| 9    | Carlos de los Cobos    | 2012      |
| 10   | Sergio Bueno           | 2012      |
| 11   | Ignacio Ambriz         | 2013-2015 |
| 12   | Víctor Manuel Vucetich | 2015-     |

## Stade

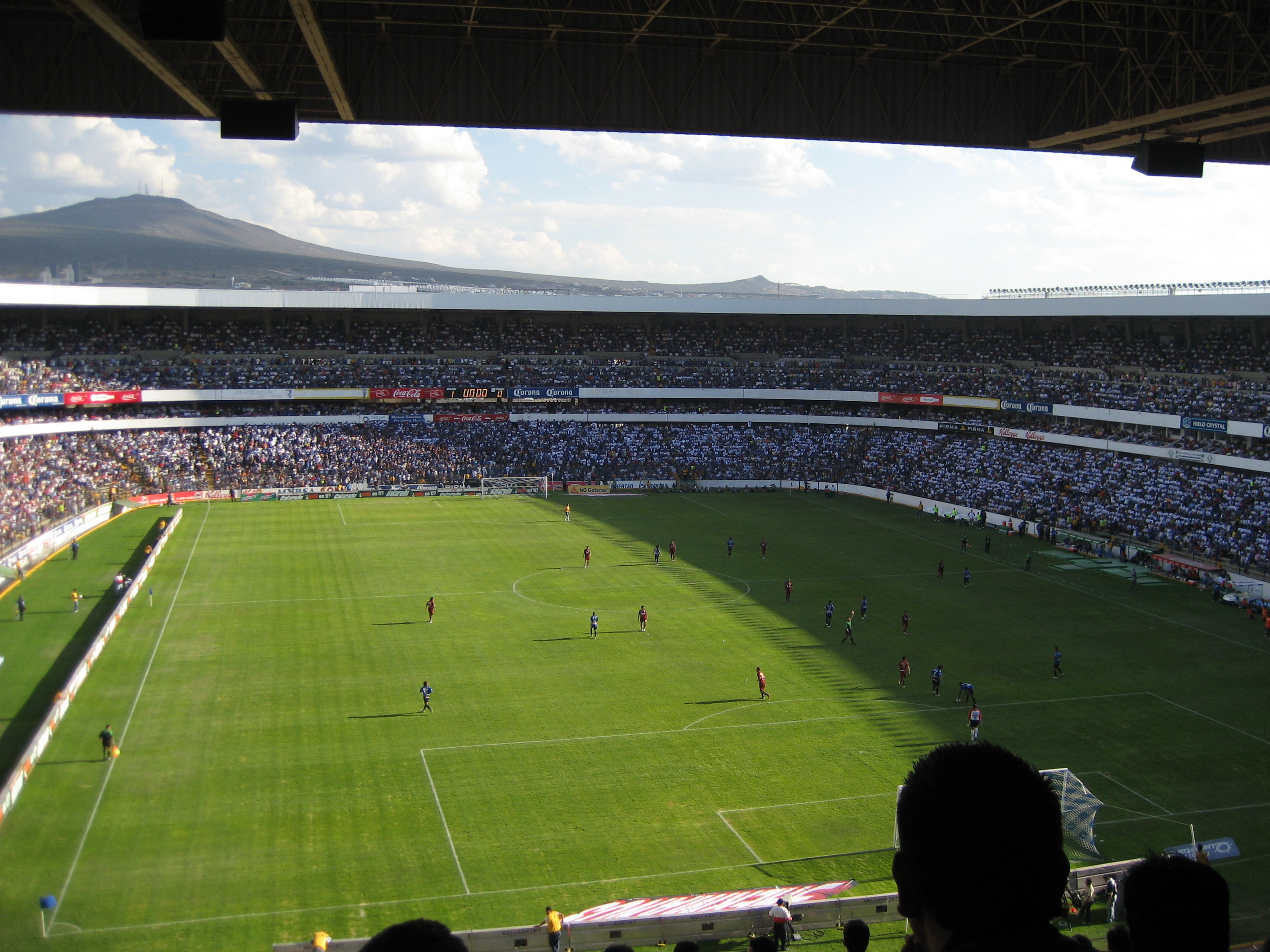

La construction de ce stade s'est effectuée en vue de la Coupe du monde 1986.
L'Estadio La Corregidora a été inauguré le 5 février 1985 par le président Miguel de la Madrid lors du match Mexique - Pologne (5-0). 
Il peut accueillir 40 785 spectateurs.

## Équipementier
En 2009, le club signe un contrat avec la marque Adidas qui devient l'équipementier du club.